# Липари
Липари е остров с вулканичен произход, основният и най-големият от Еолийския архипелаг. Въпреки това той съвсем не е особено голям. С дължина 9,5 км и ширина едва 5 км. общата му площ е 37,3 кв. км. Най-високата му точка е връх Кирика (Chirica), висок 602 м.
Заедно с останалите острови от архипелага (с изключение на Салина) образува едноименната община Липари, намираща се в пределите на окръг Месина. Населението му наброява 11 094 жители.
През 2000 г. островът влиза (заедно с останалите от групата на Еолийските острови) в Списъка на световното културно и природно наследство на ЮНЕСКО, като природно богатство според критерий VIII.
- Изглед към град Липари
- Укрепленията от 1556 г., построени върху древногръцки стени
- Изглед към замъка Липари от 16-ти век върху стария гръцки акропол